# Cornelis Kuipers
Cornelis Kuipers (Dordrecht, 23 juli 1739 - aldaar, 4 december 1802) was een Nederlandse schilder uit de 18de eeuw.

## Biografie

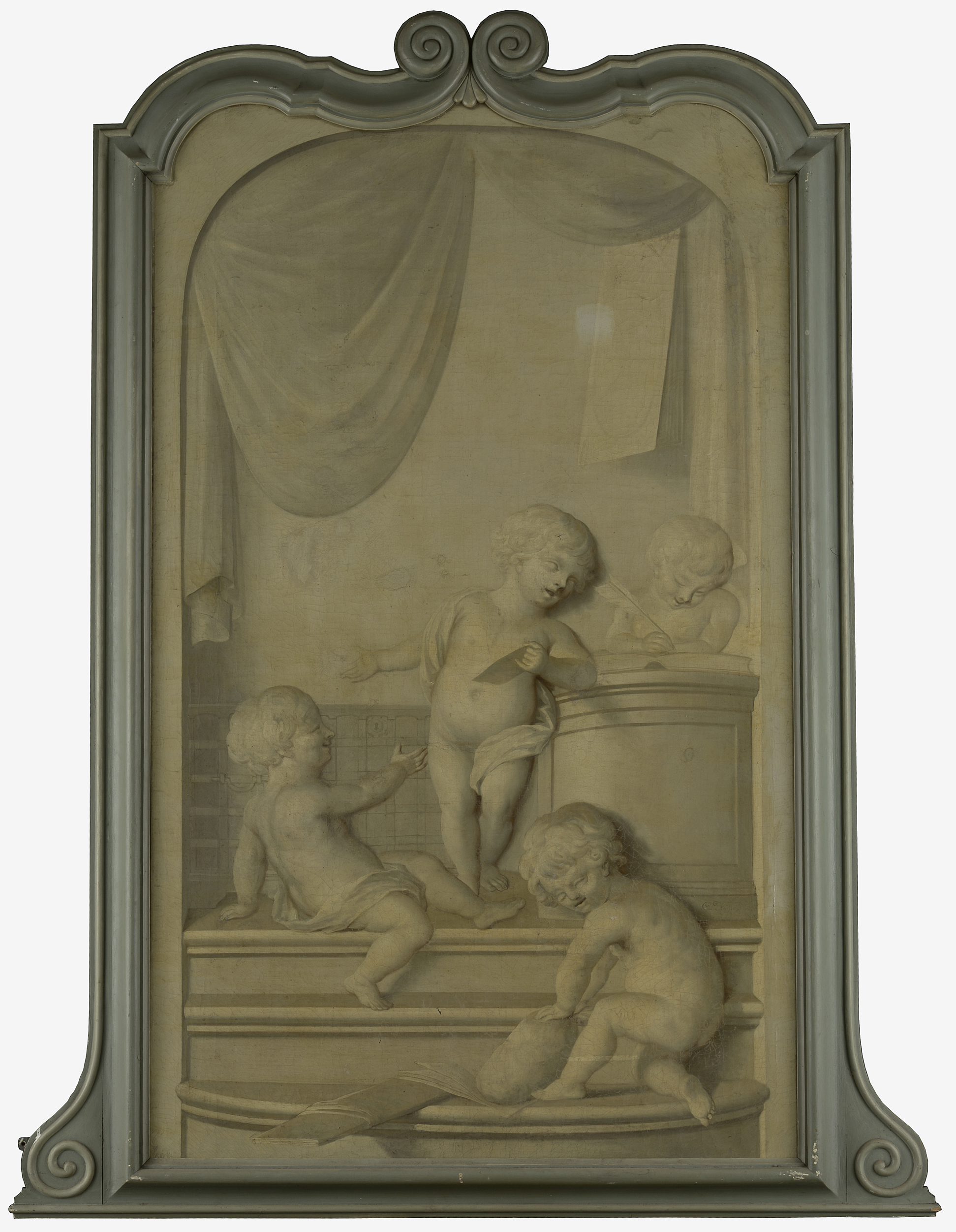
Cornelis Kuipers, Naakte putti, Dordrechts Museum

Kuipers was de zoon van Hendrik Kuipers en Cornelia van Nispen, die in het Bagijnhoff woonden. Hij doorliep een leerperiode in Den Haag bij Hendrik Johan Keller (1698-1765) en Dirk van der Aa (1731-1809), en keerde daarna terug naar Dordrecht. Op 1 januari 1764 trouwde hij met Adriana Booy, waarbij zijn moeder zijn getuige was. Zijn vader was al overleden. Cornelis en Adriana kregen zeven kinderen. 
Van 1783-1793 was Kuipers 2de luitenant bij de St George nationale garde. Hij sloot zich in 1784 ook aan bij de republikeinen tegen stadhouder Willem V.
In 1798 overleed zijn tweede zoon, de 34-jarige Hendrik, hij werd in de Grote Kerk begraven. Vier jaar later overleed hij zelf op 63-jarige leeftijd; hij werd op 10 december 1802 ook in de Grote Kerk begraven.

## Zijn werk

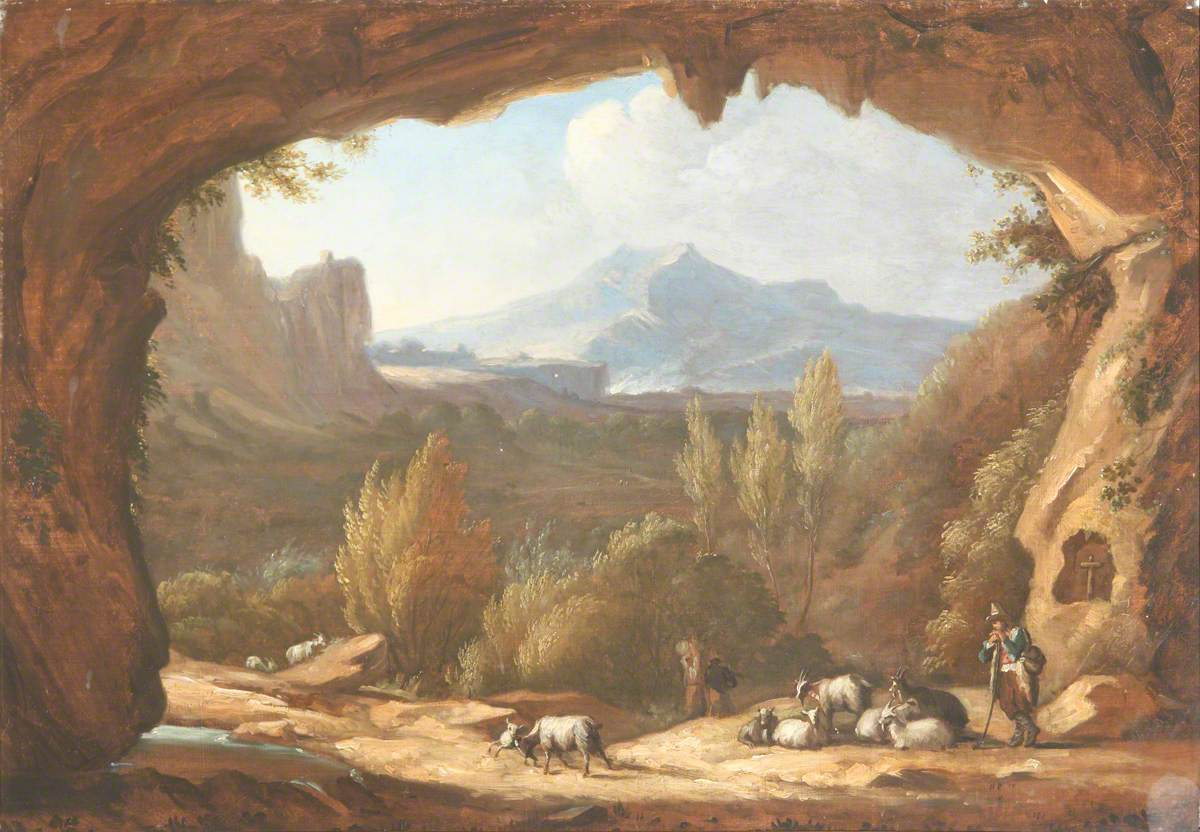
Werk van Cornelis Kuipers

Naast portretten, landschappen, stillevens en haardstukken staat Kuipers ook bekend als behangschilder. Een deel van zijn werk is te zien in het Dordrechts Museum en het Museum aan de Maas, waar hij ook het schoorsteenstuk van de Maaskamer maakte.
In de Lutherse kerk beschilderde hij de orgelkast. In 1777 maakte hij een portret van Pieter Blussé (1748-1823) en zijn gezin.
- Bibsys: 90833554
- Biografisch Portaal: 72736279
- Gemeinsame Normdatei: 1143144198
- International Standard Name Identifier: 0000 0000 4975 5704
- Library of Congress Control Number: nr94037874
- Nederlandse Thesaurus van Auteursnamen: 126523614
- RKD-Nederlands Instituut voor Kunstgeschiedenis: 46825
- Union List of Artist Names: 500344830
- Virtual International Authority File: 63893129
- WorldCat: E39PBJtxcbYkpHMRRyBRdqKrv3